# Pedra de Artur

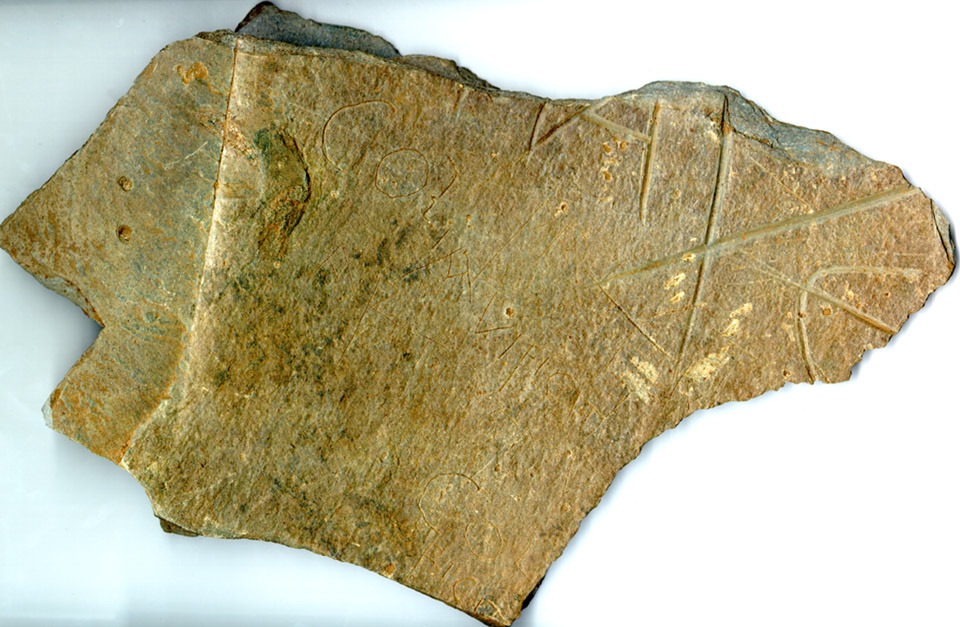
A pedra de Artur

A pedra de Artognou, algumas vezes chamada simplesmente de pedra de Artur, é um artefato arqueológico descoberto na Cornualha, Reino Unido. Foi encontrada em 1998 entre as ruínas do Castelo de Tintagel e é seguramente datada do século VI. Aparentemente sua função original era sustentar alguma construção do sítio, mas acabou sendo quebrada em dois e reutilizada em um fosso quando a estrutura original foi destruída. Desde a sua descoberta foi sugerido que a pedra tinha alguma relação com o lendário Rei Artur, mas acadêmicos como John T. Koch criticam essa possibilidade.